# 塩崎源一郎
塩崎 源一郎（しおざき げんいちろう、1912年（明治45年）6月21日 - 2000年（平成12年）5月25日）は、日本の紙芝居師である。

## 経歴・人物
長野県須坂市に生まれ、17歳で上京し、ブリキ問屋に奉公するが後に紙芝居師としての活動を始める。1939年（昭和14年）に大阪市西成区に転居して紙芝居を始める。1947年（昭和22年）に紙芝居を制作・配給する三邑(さんゆう)会を設立する。後に全国に配給する絵元へと発展する。絵元とは、紙芝居を企画し、画家（原画）や作家（文章）に依頼して紙芝居として完成させ全国の紙芝居師に貸し出す仕事です。
1950年代には日本全国で紙芝居を披露し、多くの人々にその観賞に楽しむことに尽力する。しかし1960年代に入るとテレビ観賞が主流となり紙芝居の観賞は衰退したが、塩崎は日本で最後の絵元として紙芝居披露を存続した。晩年は紙芝居約3万巻の保存にあたり、1995年（平成7年）には自宅を改装してその紙芝居が所蔵されている「塩崎紙芝居博物館」の開館にあたった。
2014年（平成26年）4月15日から5月2日まで須坂市施政60周年を記念して、須坂市南部地域公民館において「塩崎源一郎氏寄贈画展」が開催された。
大阪府立中央図書館 国際児童文学館では寄贈された街頭紙芝居（160タイトル約4000巻）をデータベース化し、絵の面をすべてサムネイル画像で公開している。

## 披露した主な作品
- 『ノンちゃん』
- 『アイアン・ロック』
- 『月世界探検』
- 『孫悟空』
- 『恐怖のフランケン』